# Rio Capra Mică
O Rio Capra Mică é um rio da Romênia, afluente do Tărlung, localizado no distrito de Braşov.